# Ján Ďurica
Ján Ďurica (wym. [jaːn.ˈɟu.ri.t͡sa], ur. 10 grudnia 1981 w Dunajskiej Stredzie) – piłkarz słowacki grający na pozycji środkowego obrońcy.

## Kariera klubowa
Ďurica pochodzi z miasta Dunajská Streda. Piłkarską karierę rozpoczął w tamtejszym klubie DAC 1904 Dunajská Streda. W jego barwach w 2001 roku zadebiutował w drugiej lidze słowackiej i występował tam przez dwa sezony, ale nie zdołał wywalczyć awansu do pierwszej ligi. Latem 2003 roku Ján przeszedł do pierwszoligowej Artmedii Petržalka Bratysława. Od początku sezonu wywalczył sobie miejsce w podstawowym składzie Artmedii i wystąpił z nią w Pucharze UEFA. Jeszcze większy sukces osiągnął w sezonie 2004/2005, gdy dobrą grą w obronie przyczynił się do wywalczenia przez bratysławski klub mistrzostwa Słowacji. Natomiast jesienią 2005 wystąpił z nią w fazie grupowej Ligi Mistrzów.
W 2006 roku Ďurica przeszedł do rosyjskiego Saturna Ramienskoje. W Premier Lidze zadebiutował 19 marca w zremisowanym 1:1 wyjazdowym meczu z Zenitem Petersburg. W Saturnie występuje wraz z innymi rodakami, Peterem Petrášem, Branislavem Fodrkiem oraz Martinem Jakubko.
W 2009 roku Ďurica został piłkarzem Lokomotiwu Moskwa. W jego barwach swoje pierwsze spotkanie rozegrał 14 marca przeciwko FK Chimki (1:1). W całym sezonie 2009 Ďurica rozegrał 10 spotkań. W styczniu 2010 roku został wypożyczony do Hannoveru. W sezonie 2014/2015 zdobył z Lokomotiwem Puchar Rosji.
W 2016 roku odszedł do tureckiego Trabzonsporu.
| Sezon   | Klub                     | Kraj     | Rozgrywki     | Mecze | Bramki |
| ------- | ------------------------ | -------- | ------------- | ----- | ------ |
| 2001/02 | DAC 1904 Dunajská Streda | Słowacja | II. liga      | 2     | 0      |
| 2002/03 | DAC 1904 Dunajská Streda | Słowacja | II. liga      | 24    | 1      |
| 2003/04 | Artmedia Petržalka       | Słowacja | Superliga     | 30    | 0      |
| 2004/05 | Artmedia Petržalka       | Słowacja | Superliga     | 28    | 2      |
| 2005/06 | Artmedia Petržalka       | Słowacja | Superliga     | 20    | 0      |
| 2006    | Saturn Ramienskoje       | Rosja    | Priemjer-Liga | 27    | 0      |
| 2007    | Saturn Ramienskoje       | Rosja    | Priemjer-Liga | 25    | 0      |
| 2008    | Saturn Ramienskoje       | Rosja    | Priemjer-Liga | 20    | 2      |
| 2009    | Lokomotiw Moskwa         | Rosja    | Priemjer-Liga | 10    | 0      |
| 2009/10 | Hannover 96              | Niemcy   | Bundesliga    | 9     | 0      |
| 2010    | Lokomotiw Moskwa         | Rosja    | Priemjer-Liga | 10    | 0      |
| 2011/12 | Lokomotiw Moskwa         | Rosja    | Priemjer-Liga | 27    | 3      |
| 2012/13 | Lokomotiw Moskwa         | Rosja    | Priemjer-Liga | 20    | 1      |
| 2013/14 | Lokomotiw Moskwa         | Rosja    | Priemjer-Liga | 30    | 1      |
| 2014/15 | Lokomotiw Moskwa         | Rosja    | Priemjer-Liga | 21    | 0      |
| 2015/16 | Lokomotiw Moskwa         | Rosja    | Priemjer-Liga | 13    | 1      |
| 2016/17 | Trabzonspor              | Turcja   | Süper Lig     | 28    | 0      |
| 2017/18 | Trabzonspor              | Turcja   | Süper Lig     | 18    | 0      |

## Kariera reprezentacyjna
W reprezentacji Słowacji Ďurica zadebiutował 9 lipca 2004 roku w przegranym 1:3 meczu z Japonią rozegranym w ramach towarzyskiego turnieju Kirin Cup. Ze Słowacją występował w eliminacjach do Mistrzostw Świata 2006 i Euro 2008. Wraz z reprezentacją Ďurica awansował na mundial 2010.